# Cucullia nigrescens
Cucullia nigrescens är en fjärilsart som beskrevs av Barend J. Lempke 1964. Cucullia nigrescens ingår i släktet Cucullia och familjen nattflyn. Inga underarter finns listade i Catalogue of Life.